# 사모바르

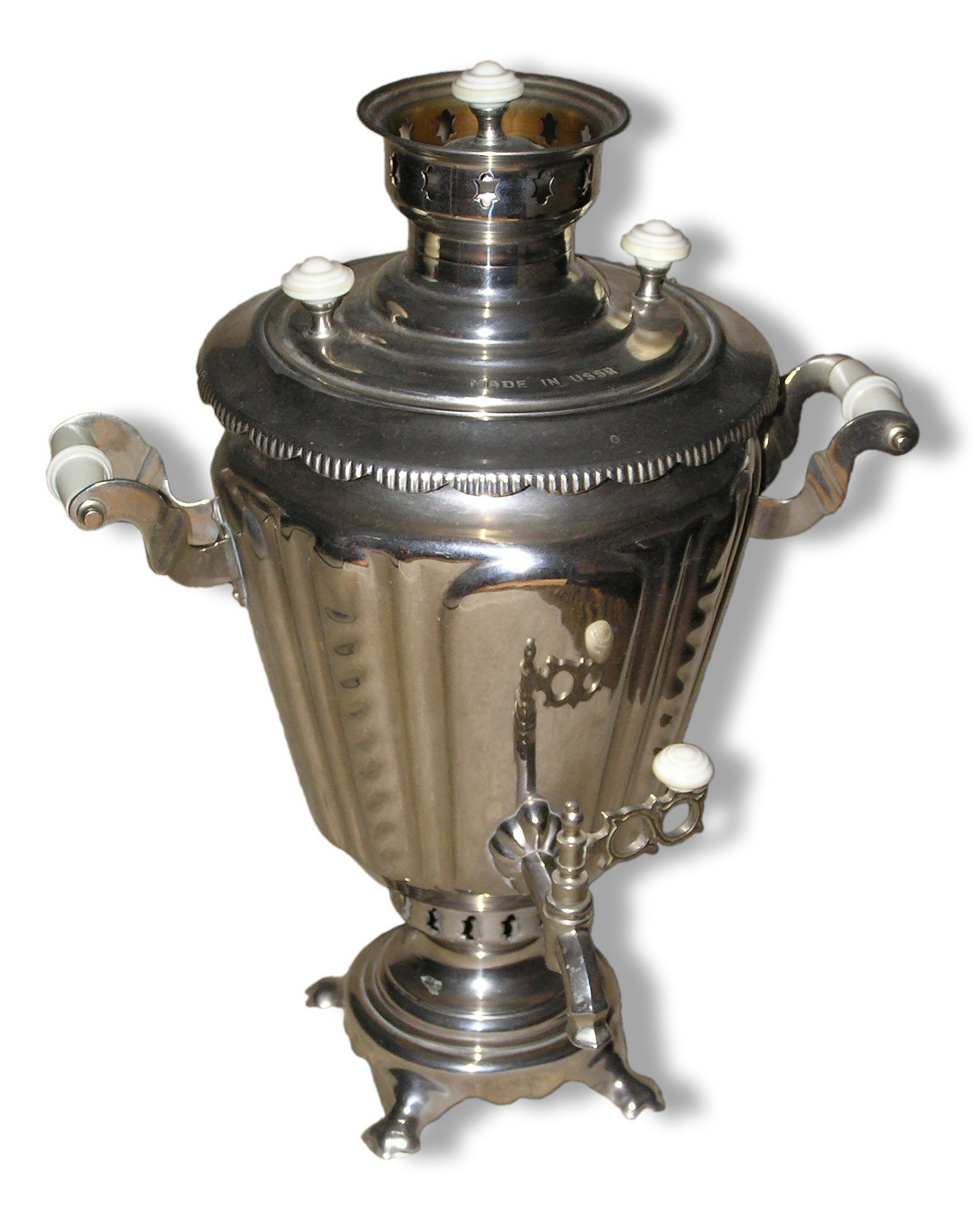
은도금 사모바르

사모바르(러시아어: самова́р, 문화어: 싸모와르, 의미는 "자기 스스로 끓이는 용기"의 뜻)는 러시아에서 물을 끓이는데 사용하는 주전자이다.
주로 숯, 솔방울, 장작, 석탄 등을 사모바르의 연료로 사용했었다. 최근에는 대부분 전기나 가스로 끓이는 사모바르로 대체되고 있다.
사모바르는 철제이고, 외부는 은, 구리, 주석으로 만든다. 상류층에서 은으로 만들어진 사모바르는 선조 대대로 물려받아서 사용한다.
오늘날에는 사모바르가 골동품이나 예술품으로 취급된다.
러시아와 이란, 튀르키예에서도 사모바르를 이용해서 물을 끓인다.
또한, 사모바르는 다른 의미로 2차세계대전 중 독일과 소련의 전쟁 시기인 1941년경에 소련에서 널리 불린 노래이기도 한데, 익살스러운 내용으로 적을 조롱하면서 애국심을 표현하는 내용이 담기기도 했다.